# Balokang
Balokang is een bestuurslaag in het regentschap Banjar van de provincie West-Java, Indonesië. Balokang telt 8498 inwoners (volkstelling 2010).